# Championnats du monde de cyclisme sur route 1997
Navigation
Lugano 1996 Fauquemont 1998
Les championnats du monde de cyclisme sur route 1997 ont eu lieu du 7 au 12 octobre 1997 à Saint-Sébastien en Espagne. 

## Allégations de dopage

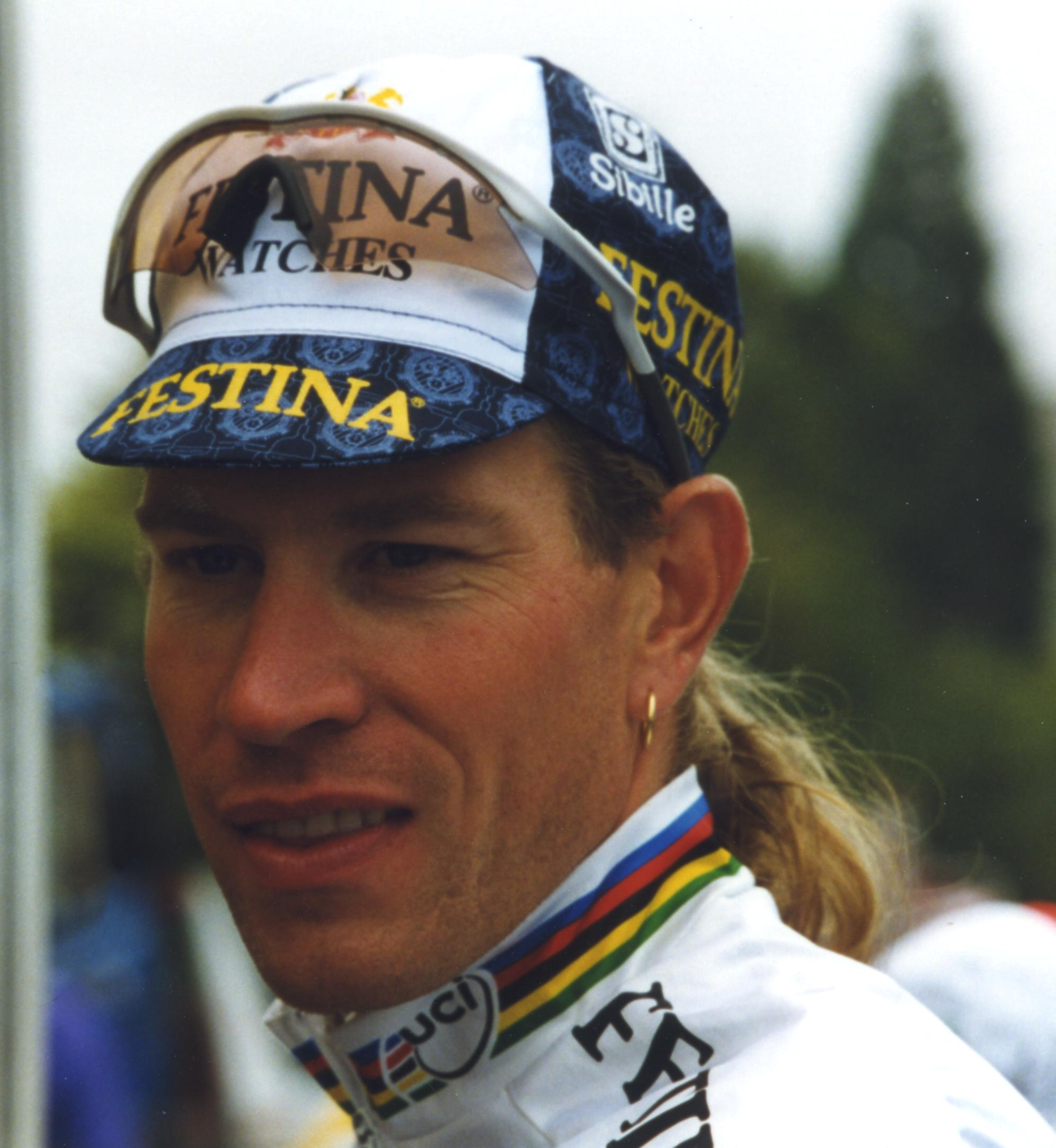
Laurent Brochard, lors du Paris-Tours 1998

Quelques mois après sa victoire lors de ce championnat du monde, dans le cadre de l'« affaire Festina », Laurent Brochard fait partie des coureurs de l'équipe Festina reconnaissant s'être dopé. Cet aveu lui vaut une suspension de compétition prononcée en décembre 1998 et valable jusqu'au 1er mai 1999. L'affaire Festina a permis de mettre au jour l'organisation du dopage au sein de l'équipe du même nom, et dont bénéficiaient la quasi-totalité des coureurs, dont Laurent Brochard.
Le soigneur de l'équipe Willy Voet, dont l'arrestation en juillet 1998 est à l'origine de cette affaire, revèle dans le livre Massacre à la chaîne paru en 1999 que Laurent Brochard a fait l'objet d'un contrôle antidopage positif à la lidocaïne lors de sa victoire au championnat du monde sur route de 1997. Voet, qui s'occupait des coureurs de Festina sélectionnés en équipe de France lors de ces championnats, impute ce contrôle positif à une prise d'Inzitan, un corticoîde qui aurait été prescrit à Brochard par un autre soigneur de Festina présent lors des championnats et qui s'occupait de ce coureur durant le reste de la saison. Le médecin de l'équipe Festina, Fernando Jimenez, a alors fourni un certificat médical antidaté, justifiant la prise de ce médicament par la hernie discale dont souffre Brochard. L'Union cycliste internationale a accepté ce certificat et aucune procédure disciplinaire n'a été ouverte à l'encontre de Laurent Brochard, bien que le règlement exigeait que le certificat fut présenté lors du contrôle antidopage. Willy Voet affirme par ailleurs que Brochard a « suivi la même préparation » que Richard Virenque et Pascal Hervé lors de ce championnat, comprenant de l'EPO, de l'hormone de croissance et des corticoïdes,.

## Résultats
| Épreuves :                                  | Or                            | Or              | Argent                     | Argent      | Bronze                      | Bronze      |
| Épreuves masculines                         |                               |                 |                            |             |                             |             |
| Hommes - course en ligne                    | Laurent Brochard France       | 6 h 16 min 48 s | Bo Hamburger Danemark      | m.t.        | Léon van Bon Pays-Bas       | m.t.        |
| Hommes - contre-la-montre                   | Laurent Jalabert France       | 52 min 01 s     | Serhiy Honchar Ukraine     | 52 min 04 s | Chris Boardman Royaume-Uni  | 52 min 21 s |
| Épreuves masculines - moins de 23 ans       |                               |                 |                            |             |                             |             |
| Hommes - moins de 23 ans - course en ligne  | Kurt Asle Arvesen Norvège     | 3 h 00 min 46 s | Óscar Freire Espagne       | + 15 s      | Gerrit Glomser Autriche     | m.t.        |
| Hommes - moins de 23 ans - contre-la-montre | Fabio Malberti Italie         | 40 min 41 s     | László Bodrogi Hongrie     | 41 min 08 s | David George Afrique du Sud | 41 min 12 s |
| Épreuves féminines                          |                               |                 |                            |             |                             |             |
| Femmes - course en ligne                    | Alessandra Cappellotto Italie | 2 h 44 min 37 s | Elizabeth Tadich Australie | m.t.        | Catherine Marsal France     | m.t.        |
| Femmes - contre-la-montre                   | Jeannie Longo-Ciprelli France | 39 min 15 s     | Zulfiya Zabirova Russie    | 39 min 16 s | Judith Arndt Allemagne      | 39 min 44 s |
| Épreuves masculines - juniors               |                               |                 |                            |             |                             |             |
| Hommes - juniors - course en ligne          | Crescenzo D'Amore Italie      | 2 h 54 min 49 s | Martin Bolt Suisse         | m.t.        | Margus Salumets Estonie     | m.t.        |
| Hommes - juniors - contre-la-montre         | Torsten Hiekmann Allemagne    | 35 min 56 s     | Michael Rogers Australie   | 35 min 57 s | Alexei Markov Russie        | 36 min 11 s |
| Épreuves féminines - juniors                |                               |                 |                            |             |                             |             |
| Femmes - juniors - course en ligne          | Mirella van Melis Pays-Bas    | 1 h 50 min 19 s | Nicole Brändli Suisse      | m.t.        | Sofie Andersson Suède       | m.t.        |
| Femmes - juniors - contre-la-montre         | Olga Zabelinskaïa Russie      | 19 min 56 s     | Sylvia Hübscher Allemagne  | 20 min 32 s | Maria Cagigas Espagne       | 20 min 33 s |

## Tableau des médailles
| Rang  | Nation          | Or | Argent | Bronze | Total |
| ----- | --------------- | -- | ------ | ------ | ----- |
| 1     | France          | 3  | 0      | 1      | 4     |
| 2     | Italie          | 3  | 0      | 0      | 3     |
| 3     | Allemagne       | 1  | 1      | 1      | 3     |
| 3     | Russie          | 1  | 1      | 1      | 3     |
| 5     | Pays-Bas        | 1  | 0      | 1      | 2     |
| 6     | Norvège         | 1  | 0      | 0      | 1     |
| 7     | Australie       | 0  | 2      | 0      | 2     |
| 7     | Suisse          | 0  | 2      | 0      | 2     |
| 9     | Espagne         | 0  | 1      | 1      | 2     |
| 10    | Danemark        | 0  | 1      | 0      | 1     |
| 10    | Hongrie         | 0  | 1      | 0      | 1     |
| 10    | Ukraine         | 0  | 1      | 0      | 1     |
| 13    | Afrique du Sud  | 0  | 0      | 1      | 1     |
| 13    | Autriche        | 0  | 0      | 1      | 1     |
| 13    | Estonie         | 0  | 0      | 1      | 1     |
| 13    | Grande-Bretagne | 0  | 0      | 1      | 1     |
| 13    | Suède           | 0  | 0      | 1      | 1     |
| Total | Total           | 10 | 10     | 10     | 30    |